# Las Espigas
Las Espigas es una localidad del estado mexicano de Michoacán. Es parte del municipio de Tarímbaro.

## Demografía
| Censo | Población |
| ----- | --------- |
| 2010  | 62        |
| 2020  | 2461      |